# Édouard Mercier
Pour les articles homonymes, voir Mercier.
Édouard Joseph Mercier est un homme politique belge de tendance libérale (1799-1870). Il est l'oncle du cardinal Mercier. Il fut ministre des Finances (1840-1841, 1843-1845, 1855-1857). Il est nommé ministre d'État en 1845.
Il participe au ministère unioniste de Pierre de Decker en tant que ministre des Finances (1855-1857). Il est censé y représenter l'opinion libérale, mais son libéralisme était très modéré. À l'époque des troubles qui suivirent le vote de la « loi des couvents » (mai-juin 1857), il soutint avec Alphonse Nothomb la thèse qu'il ne fallait pas céder à la pression de la rue. Après les élections communales d'octobre 1857, qui fut une défaite pour les catholiques, il s'opposa avec Nothomb à la démission de De Decker, mais ne put l'empêcher.